# Missouri Triangle
Missouri Triangle – obszar niemunicypalny w hrabstwie Kern, w Kalifornii (Stany Zjednoczone), na wysokości 171 m. Znajduje się w miejscu skrzyżowania się trzech dużych dróg: California State Route 33, Lost Hills Road oraz 7th Standard Road.